# Poslední samuraj
Poslední samuraj (v anglickém originále The Last Samurai) je americké epické filmové drama z roku 2003, jež režíroval Edward Zwick, který se také podílel na vzniku scénáře podle příběhu od Johna Logana.
Film vypráví příběh amerického důstojníka, který pozná život samurajů a připojí se k jejich povstání, jímž protestují proti reformám, které mají Japonsko otevřít vlivu Západu.

## Děj
Je rok 1876, kapitán Nathan Algren (Tom Cruise) se stal alkoholikem, neboť jej trápí vzpomínky na to, jak se jako důstojník americké armády podílel během indiánských válek na masakru indiánů, kterému velel plukovník Bagley (Tony Goldwyn).
Algren přijme (jen kvůli mzdě) práci, kterou mu zprostředkuje Bagley jménem japonského obchodníka Omury (Masato Harada): cvičit vojáky v nově se formující japonské císařské armádě, kteří mají potlačit povstání samurajů vedených Kacumotem (Ken Watanabe). Japonsko právě prochází reformami císaře Meidžiho, díky nimž se otevírá industrializaci a vlivu západního světa; Kacumoto vede povstalce, kteří tento vliv pokládají za škodlivý pro Japonsko.
Přes Algrenovy protesty Omura nařídí poslat vojáky do boje, dřív než jsou řádně vycvičeni, neboť spoléhá na jejich početní převahu a výhodu pušek proti samurajským lukům a mečům. Kacumotova armáda je však rozpráší a Algren padne do jejich zajetí. Kacumoto jej nezabije, protože chce poznat svého nepřítele.
Algren poznává život a kulturu samurajů a je uchvácen jejich smyslem pro službu, kázeň, oběť a hledání dokonalosti. Sblíží se s Takou, které v bitvě zabil manžela, a jejími dětmi. Nachází vyrovnanost a po dlouhé době klidně spí. Učí se samurajskému stylu boje a pomůže ubránit vesnici před útokem Omurových nindžů. Seznamuje se s filozofií samurajů i jejich zvykem rituální sebevraždy seppuku; Kacumoto svoji vzpouru pokládá za službu císaři, jehož byl dříve učitelem: „Kdyby císař chtěl moji smrt, stačilo by mu jediné slovo“.
Na jaře Kacumoto daruje Algrenovi svobodu, odvede jej do Tokia a pokusí se přesvědčit císaře, že reformy nejsou v zájmu Japonska. Zjišťuje, že císař je příliš slabý, aby se vzepřel těm, kdo reformy prosazují. Kacumoto je uvězněn, protože nedodržuje zákon zakazující samurajům nosit zbraň. Algren odmítne prozradit sílu a situaci vzbouřenců, za což se jej Omura pokusí zabít.
Algren vysvobodí Kacumota a se zbylými samuraji uprchnou; Kacumotův syn je přitom zraněn a obětuje se, aby zdržel nepřátele. Kacumoto je zdrcen, že jeho snaha selhala, ale Algren je přesvědčen, že právě nyní Japonsko velmi potřebuje samurajské hodnoty.
Císař pošle proti samurajům mnohem početnější, vycvičenější a moderněji vyzbrojenou armádu, než prve. Algren nabízí Kacumotovi svoji pomoc v boji s vysvětlením, že „oni přišli zničit to, co jsem si zamiloval“.
Algrenova taktika slaví úspěch: samurajové vlákají císařovu armádu do léčky a způsobí jí obrovské ztráty. Jsou si však dobře vědomi, že nemají naději porazit další císařské oddíly, které přijdou. Rozhodnou se proto zemřít čestně v boji. Provedou proti zbytku císařských jednotek a jejich houfnicím nájezd. Pobijí mnoho nepřátel a Algren zabije Bagleyho, ale nemají naději proti nejnovější zbrani japonské armády – Gatlingovým kulometům dodaným Američany.
Samurajové jsou pobiti a Algren i Kacumoto utrpí těžká zranění. Algren vyhoví Kacumotově prosbě, aby mu pomohl ukončit život rituální sebevraždou. Císařští vojáci jsou pohnuti odvahou samurajů a vzdají jim úctu. Algren je zajat a předveden před císaře právě v okamžiku, kdy je podepisována smlouva mezi Japonskem a USA o modernizaci a spolupráci. Předá císaři Kacumotův meč:
(Algren): On s posledním vydechnutím doufal, že budete pamatovat na jeho předky, jimž ten meč patřil, a za co zemřel.
(Omura): Císaři, tento muž proti vám bojoval!
(Algren): Výsosti, pokud věříte, že jsem váš nepřítel, přikažte a rád si vezmu život.
Císař je pohnut a odmítne podepsat smlouvu s vysvětlením, že „nemůžeme zapomenout, kým jsme a kým jsme byli“. Prohlédne rovněž Omurovu nepoctivost, protože reformami chtěl rozmnožit hlavně vlastní majetek, a tento majetek mu zabaví. Je naznačeno, že Algren našel mír, když se vrátil do samurajské vesnice a setkal se s Takou.

## Produkce a obsazení
Film byl inspirován projektem spisovatele a režiséra Vincenta Warda. Ward se stal výkonným producentem na tomto filmu – pracoval na jeho vývoji téměř čtyři roky a po jeho nabídnutí několika režisérům (Francis Ford Coppola, Peter Weir), zaujal Edwarda Zwicka. Produkce filmu se pod Zwickovým vedením rozjela a film byl natočen na Wardově rodném Novém Zélandu.
Filmová hvězda Tom Cruise (jenž byl také koproducentem) zazářil v roli amerického vojáka Nathana Algrena, kterého osobní a emoční konflikt zavedl do kontaktu se samuraji v počátcích reforem Meidži v Japonském císařství v letech 1876 a 1877. Mezi další herce patří Ken Watanabe (Kacumoto), Tony Goldwyn (plukovník Bagley), Sanada Hirojuki (Uidžo), Timothy Spall (Simon Graham), Kojamada Šin (Kacumotův syn) a Billy Connolly (seržant Zebulon Gant).

## Historické pozadí
Zápletka filmu byla inspirována Sacumským povstáním vedeném Takamorim Saigóem, a také příběhy Julese Bruneta, francouzského armádního kapitána, jenž bojoval spolu s Takeakim Enomotem na počátku války Bošin.
Historické role britského impéria, Nizozemí a Francie v japonské westernizaci jsou ve filmu připsány Spojeným státům. Tyto detaily a charaktery jsou ve filmu oproti skutečnosti zjednodušeny kvůli filmové zápletce. Poslední samuraj byl veřejností velmi dobře přijat, což dokazují jeho tržby, jež celosvětově čítají 456 milionů dolarů. Navíc byl nominován na několik ocenění jako jsou Oskar, Zlatý glóbus a National Board of Review.